# Psorothamnus schottii
Psorothamnus schottii är en ärtväxtart som först beskrevs av John Torrey, och fick sitt nu gällande namn av Rupert Charles Barneby. Psorothamnus schottii ingår i släktet Psorothamnus och familjen ärtväxter. Inga underarter finns listade i Catalogue of Life.

## Bildgalleri

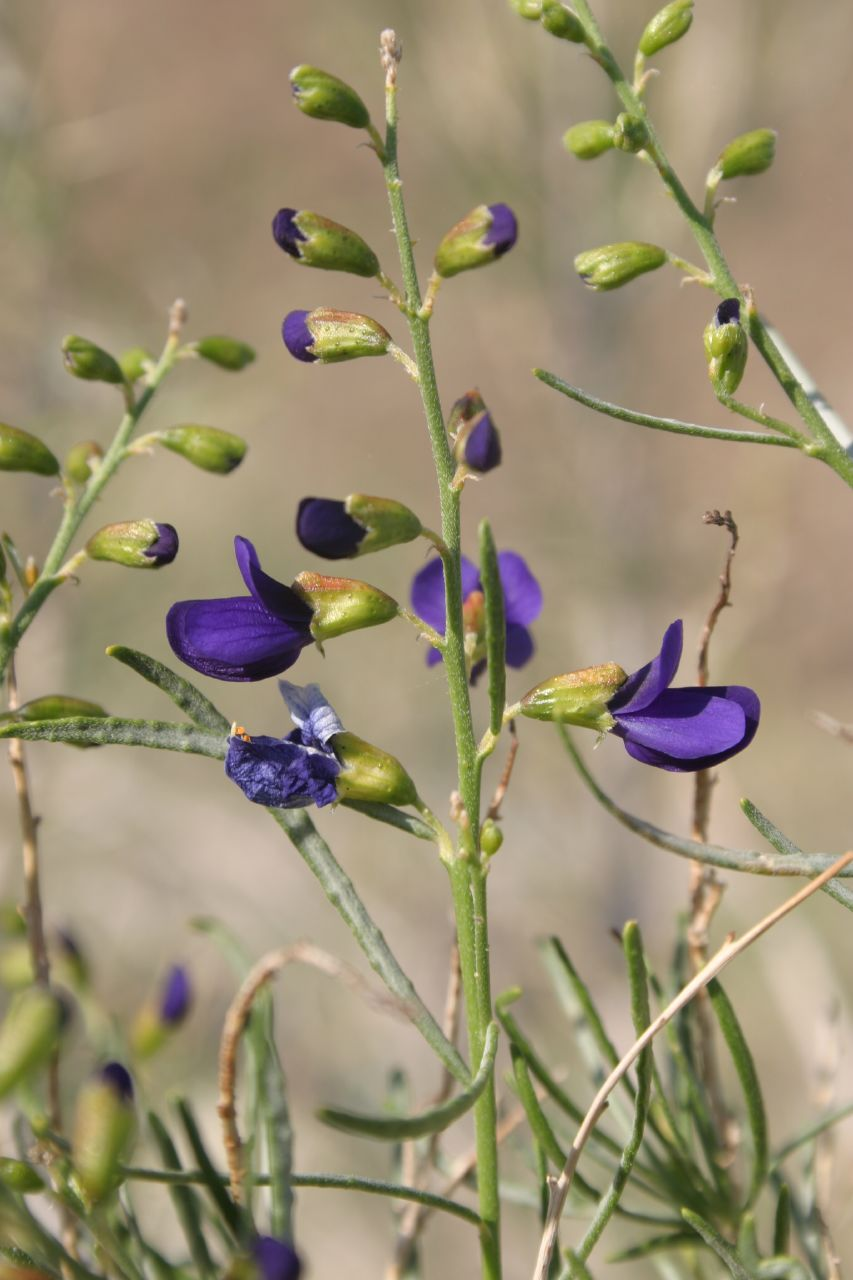
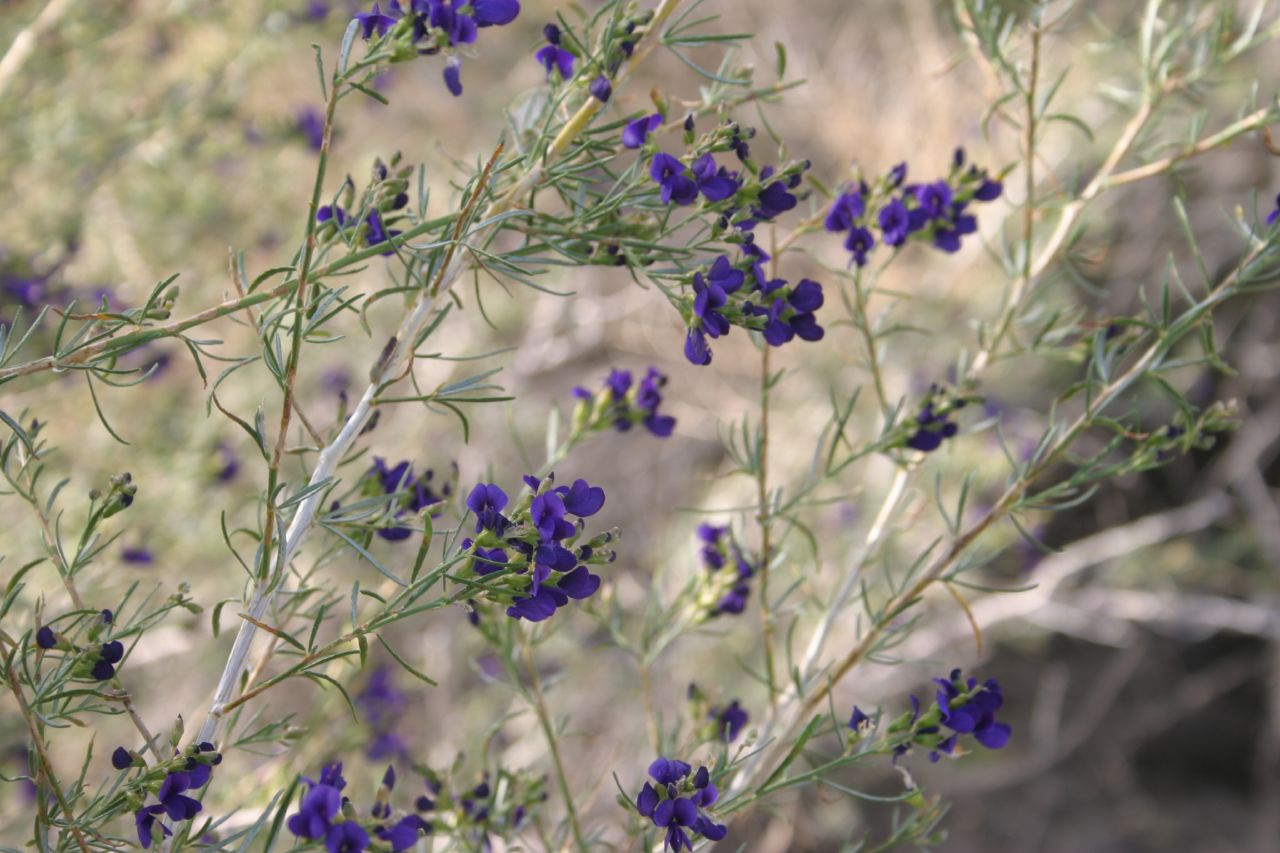
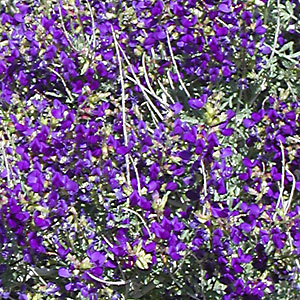